# Tulipa botschantzevae
Tulipa botschantzevae là một loài thực vật có hoa trong họ Liliaceae. Loài này được S.N.Abramova & Zakal. miêu tả khoa học đầu tiên năm 1973.